# 中央出版
中央出版株式会社（ちゅうおうしゅっぱん、Chuoh Publishing Co., Ltd.）は、出版事業、保育事業、教育サービス事業を行う日本の会社である。

## 概要
出版（市販本）に置いては「KTC中央出版」名義で発行され、「ごはんとくらし」をテーマした書籍レーベル「アノニマ・スタジオ」を持つ。他に、認可保育園「アイン保育園」（横浜市、川崎市、名古屋市、愛知県長久手市）、海外留学生向けの日本語学校「日本東京国際学院」（東京都）の運営、PC教室「市民パソコン塾」、ロボット・プログラミング教室「Kicks」、「センバス教育みらいプロジェクト」の運営等を行なっている。過去にはホテル「サンプラザシーズンズ」（名古屋市）「カルチャースクール中央ライフカレッジ」（名古屋市）、結婚式場「六絲水」（京都府）の経営を行っていた。

### 企業理念
PSS（パブリックソリューションサポート）
「事業を通じて、社会課題の解決を、お手伝いする」

## 不祥事
- 1. 高額教材の訪問販売と消費者トラブル

2007年7月、 中央出版（株）とKTCホールディングスが高額な学習教材を訪問販売する際、消費者との間でトラブルが発生。具体的には、教材の販売目的を明示せずに訪問し、長時間にわたる勧誘を行うなどの行為が問題視された。これに対し、NPO法人消費者機構日本（COJ）から是正の申し入れがあり、企業側も改善策を回答している。 申し入れ事項は、「学習診断テストの訪問販売時に教材販売の勧誘目的である旨も明示する」「深夜および長時間勧誘の是正」「商品（学習教材）構成の見直し」「関連商品（学習教材）の中途解約に関する説明」の4項目。両社ともトラブルを認め、改善策について回答している。  
- 2. 特定商取引法違反による行政処分

2009年1月、中央出版の高校受験向け教材「ジャストミート」を販売していた 株式会社Wasseコーポレーションが、勧誘目的を明示しない訪問や、夜間での長時間勧誘、生活保護受給者への不適切な勧誘及び、80万円もする教材の売買契約の締結について、「学習診断テストの結果を説明したい」と訪問の約束をし、教材の勧誘目的と商品の種類を告げていなかったことが発覚。これに対し、特定商取引法違反 （勧誘目的の不明示など） の疑いで、中部経済産業局から行政処分が下された。

## 沿革
- 1972年 - 学研の教材販売代理店「教育図書センター（KTC）」として創業[6]
- 1973年 - KTCグループ初の法人「幼児英才教育センター有限会社（現株式会社ティーエムホールディングス）」を設立、「幼児英才教室」を開室
- 1977年 - 教育図書の制作・製造を開始、初めて自社ドリル教材「知能診断書」完成。
- 1979年 - 「中央出版株式会社」を設立。編集室設置、幼児指導教室開設。自社教材「漢字・計算ドリル・学習」「チックタック・ドリル」完成
- 1980年 - 幼児教室「よいこのチックタック教室」開室
- 1981年 - 大型家庭用教材「トータル幼育セット」完成
- 1982年 - 中学生向け高校入試合格システム「レクタス」完成。初の市販本・カタログ雑誌「MIDY」を出版。
- 1983年 - 小学生向け家庭用教材「家庭の教科書チェック&アタック」完成
- 1988年 - 高校入試合格システム「ジャストミート」完成。「日本子ども資料年鑑」刊行開始。
- 1989年 - 幼児向け英語教材「マザーグースビデオ単語帳」販売開始
- 1991年 - FAX指導を開始
- 1993年 -  高校生向け家庭用教材大学入試合格システム「ゴールウィン」完成。子ども英会話教室「ペッピーキッズクラブ」第1号教室オープン。 「えいごではなそうペッピーキッズビデオ」販売開始。
- 1997年 - KTC保育園「レッツ・びー大曽根」開園
- 1997年 -「地球っ子スクール」開始。
- 2000年 - カナダ・バンクーバーに語学学校「KTC Language Institute（現「iTTTi バンクーバー」）」を設立。電話回線サービスの販売を開始。
- 2001年 - インターネット家庭教師「ペッピーネット」開始。アルミサイディングの 取り扱いサービスを開始。
- 2002年 - 通信制高校サポート校「KTC中央高等学院（現学校法人KTC学園おおぞら高等学院）」開校。児童英語コミュニケーション技能検定「TECS」開始。ウォーターサーバー「アクアセレクト」の販売を開始。
- 2003年 - 出版レーベル「アノニマ・スタジオ」を東京・青山にオープン。市民パソコン塾開校。
- 2004年 - 幼児向け家庭用教材モンテッソーリ式「プルチノ」完成
- 2005年 - 広域通信制「学校法人KTC学園屋久島おおぞら高等学校」創立。個別指導塾「ナビ個別指導学院」開校。オンライン指導「ジャストミートオンラインゼミ」開始。留学エージェント 「ウィッシュインターナショナル」開始。
- 2006年 - PC教材「ManaBell」完成。フィリピンで航空事業「AAAパイロットスクール」開校。
- 2007年 - 「マングローブリンク株式会社」を設立、外国人材支援事業の開始。保険の代理店販売を開始。
- 2008年 - 屋久島の食品や、飲料水の販売開始。
- 2009年 - 屋久島・奄美大島の漁業その他、水産物の生産・加工輸出入と販売を開始。-日本語学校「日本東京国際学院」が傘下となる。オール電化サービスを本格開始。
- 2010年 - 「KTC中央高等学院 バンクーバーキャンパス」開校
- 2011年 - 太陽光パネルの取り扱いを開始。/9月30日-交響農園「屋久島センバスビレッジ」を竣工。
- 2012年 - 「屋久島センバスビレッジ」開所。台湾・台北に語学学校「iTTTi 台北」を設立。認可保育所「アイン能見台駅前保育園」開園
- 2013年 - 愛知県で展開している進学指導塾「明倫ゼミナール」がKTCグループ傘下となる。幼児教室「ヨコミネ式学習教室」が開室。民間学童保育「KTC放課後スクール HugPON! （ハグポン）」開始。KTCグループの社員職人による外壁工事を開始。
- 2014年 - 家庭教師の「学参」がKTCグループ傘下となる。蓄電池の取り扱い開始。京都岡崎に結婚式場「六絲水」開店。
- 2015年 - ロボット・プログラミング教室「Kicks」が開室。日本語学校「福岡国際学院」が傘下となる。リハビリ専門デイサービス 「はなのき」開始。
- 2016年 - webメディア「屋久島経済新聞」を創刊
- 2017年 - 日本語学校「名古屋国際学院」開校。放課後等デイサービス「はぐぽん」開始。外装リフォームサービスを開始。
- 2018年 - 「Mother Goose World まなびば」 第1号教室開室。「家計の見直し堂」オープン。V2H（Vehicle to Home）の取り扱い開始。
- 2019年 - 中央出版株式会社がイン・グロウ株式会社と株式会社エフエー出版を吸収合併。中央出版株式会社が株式会社ヴァンサンカを吸収合併。株式会社住居建設を「KTCファシリティーズ株式会社」に商号変更。
- 2020年 - 滋賀県で展開している進学指導塾「昴塾」がKTCグループ傘下となる。
- 2021年 - 群馬県で展開している進学指導塾「英進」がKTCグループ傘下となる。
- 2022年 - オンライン指導「Fit NET STUDY」を開始。札幌市中央区を中心に展開している進学指導塾「アルファプラスアカデミー」がKTCグループ傘下となる。

## 出版事業

### 主な刊行書
- 日本子ども資料年鑑
- 内田真美『私の家庭菓子』KTC中央出版（アノニマ・スタジオ）、2021年。
- 伊藤 一城『SPICE　CAFEのスパイス料理―日々のおかずと、とっておきカレー』（初）KTC中央出版〈アノニマ・スタジオ〉、2014年。ISBN 9784877587277。
- アンダーソン 夏代『アメリカン・アペタイザー』（初）KTC中央出版〈アノニマ・スタジオ〉、2014年。ISBN 9784877587239。
- NHK取材班『その時歴史が動いた<1>』（改）KTC中央出版〈KTC中央出版〉、2000年。ISBN 4877581871。（NHKタイアップ刊行）
- 課外授業ようこそ先輩シリーズ（NHKタイアップ刊行）
- トップランナー（NHKタイアップ刊行）
- 現代英米児童文学評伝叢書（全12巻）
  - 日本イギリス児童文学会所属の谷本誠剛、原昌、三宅興子、吉田新一の4人の編集委員が、20世紀から現在まで活躍した英米児童文学作家（カナダ含む）12人について紹介。これまで国内でこの種の類書はなく、児童文学愛好家・児童文学研究者の基礎文献となるように編集されている。
- NHK「堂々日本史」シリーズ
- 「日々ごはん」高山なおみ（アノニマ・スタジオ）
- はじめてのごはん　野口真紀（アノニマ・スタジオ）
- ナチュラルケアベビーブック（アノニマ・スタジオ）

### 過去の教育図書・教材
マザーグース ビデオ単語帳→グースキーのぼうけん、ペッピーキッズ 、アブアブフォニックスの対象年齢はいずれも小学生以下とされた。
- トータル幼育セット
- 家庭の教科書チェック＆アタック
- 高校入試合格システム：ジャストミート
- 大学入試合格システム：ゴールウィン
- 幼児用家庭教育システム：モンテッソーリ式プルチノ
- マザーグース ビデオ単語帳 → Mother Goose World：グースキーのぼうけん
- えいごではなそう PEPPY KIDS：ペッピーキッズ
- abab phonics：アブアブフォニックス

## KTCグループ
- 中央出版ホールディングス株式会社
  - 中央出版株式会社
  - 株式会社ティーエムホールディングス「未上場」（TM Holdings Co. Ltd） - 経営コンサル、事務代行サービス、ITコンサルティング、物流代行サービス、日本語学校「名古屋国際学院」の運営。[7]2025年に ワールドメディアビジネス（株）と合併した。
  - KTCおおぞら株式会社 （非上場）- 学校法人KTC学園が運営するおおぞら高等学院の業務等の支援や、リハビリ専門サービス「はなのき」、 障害児通所支援事業「放課後デイサービスはくぽん」の運営法人。2021年に、ＫＴＣスマイルケア株式会社と合併した。

| 役員           | 武昭一（代表取締役）/前田 哲次（取締役）/前田益見（取締役） |
| 法人番号       | 7180001065407 |
| 会社法人等番号 | 180001065407 |
| 設立           | 2002年4月（平成14年） |
| 資本金         | 900万円 |
| 決算月         | 3月 |
| 従業員数       | 500人 |
| 経営形態       | 一族経営（同族経営） |
| 学校の業務内容 | 業務内容：生徒募集に関する全般業務（学校訪問•オープンキャンパス企画運営•入学検討者個別相談•キャンパスサイトやSNS運営） 、担任サポート、授業管理、来賓対応、放課後スクール「おおぞらみらいスクール」の運営など |
| 本社           | 〒453-0015愛知県名古屋市中村区椿町12-7 |
| 電話番号       | 052-451-3223 |

- - KTCファシリティーズ株式会社 （旧 株式会社住居建設）- 建築工事、建築設計、工事監理、建築資材、住宅用太陽光発電システム販売
  - アイトップス株式会社 - 子ども英会話教室の企画・運営など
  - 株式会社ティルウィンド - 子ども英会話教室の企画・運営など
  - 株式会社テイプロス - 子ども英会話教室の企画・運営など
  - 株式会社タップカンパニー - 子ども英会話教室の企画・運営など
  - アイドゥー株式会社 - 子ども英会話教室の企画・運営など
  - パスウェイ株式会社 - 子ども英会話教室の企画・運営など
  - 株式会社フーレイ - 個別塾の開校支援など
  - 株式会社KTCホールディングス - 2004年4月設立の愛知県名古屋市名東区姫若町の法人。
    - 教育図書センター株式会社-家庭学習教材の企画•運営•販売など
    - CKCネットワーク株式会社-個別指導塾「ナビ個別指導学院」、個別指導塾「個別指導塾プラボ」、オンライン塾「FiNETSTUDY」、集団塾「まんてんスクール」•「昴 塾」•「英進」•「明倫ゼミナール」•「アルファプラスアカデミー」、幼児教室「ヨコミネ式学習教室」、民間学童保育  「KTC放課後スクールHugPON!」 の運営法人。
    - 株式会社住居時間 - 住宅リフォーム業

  - 株式会社Liv.Design - 保険代理店事業「家計の見直し堂」
  - ELJソーラーコーポレーション株式会社 - 住宅用太陽光発電システム・蓄電池の販売など
  - JAPAN HOME WAND株式会社 - 住宅リフォーム業
  - レボティメットホーム株式会社 - 住宅リフォーム業
  - 株式会社Graise HOME - 住宅リフォーム業
- イッティージャパン株式会社（未上場）- 子ども英会話教室「ペッピーキッズクラブ」•英会話教室「Peppy Kids Club」の運営と訪問販売。

| 設立日            | 2004年4月 |
| 創業日            | 1989年4月 |
| 代表取締役        | 川口 路広 |
| 資本金            | 1,000万円 |
| グループ企業      | 【海外】 - iTTTi TAIPEI（台湾） |
| 海外採用 オフィス | - iTTTi Leeds（イギリス） - iTTTi Manila（フィリピン） - iTTTi Dundee（イギリス） - iTTTi Chicago（アメリカ） - iTTTiBrisbane（オーストラリア） - iTTTi INDONESIA |

- 株式会社7アクト - 個別指導式の英会話教室
- ウィッシュインターナショナル株式会社
- All Asia Air Central Inc. - 「AAAパイロットスクール」（フィリピンイパ）の運営法人
- 株式会社Beautiful Life（ ビューティフルライフ ） - ウォーターサーバー「アクアセレクト」の販売
- 株式会社学参 - 家庭教師仲介業「学参」の運営法人
- マングローブリンク株式会社- 人材コンサルティングサポート事業、人材開発・教育事業、海外進出サポート事業を行なっている。
- 中央出版クレジット株式会社-教育教材等の割賦販売斡旋業務
- 有限会社ゆいぽおと - 編集・出版社
- エフ・エイ・エス株式会社 - 日本語学校「福岡国際学院」の運営法人

| セバンス グループ | ・農業生産法人屋久島センバス株式会社 - 交響農園「屋久島センバスビレッジ」の運営法人 ・ 平成センバス株式会社- 奄美きび酢の通信販売や、国内での旅行業のサービスを展開している。 ・奄美センバス（株） ・台湾センバス（株） |

## 社外活動

### CM・スポンサー活動
主なスポンサー番組（過去のもの含む）
- めざましテレビ（東海テレビ・ローカルスポンサー）
- すくすくぽん!（一社提供）
- 平成教育委員会
- 熱血!平成教育学院
- ちびまる子ちゃん
- テツワン探偵ロボタック[9]
- 夢のクレヨン王国[10]
- 全国高等学校クイズ選手権（日本テレビ）
- どっちの料理ショー
- 関口宏の東京フレンドパークII
- 開運!なんでも鑑定団
- ぐるぐるナインティナイン
- オールナイトニッポン
- 水曜ノンフィクション
- 日本!食紀行
- 日本のチカラ
- 学校へ行こう! (バラエティー番組)

### その他
- 「名古屋少年少女発明クラブ」（後援）
- 「全国小中学生作品コンクール」（後援）
- 映画甲子園（特別協賛）